# 池間大橋

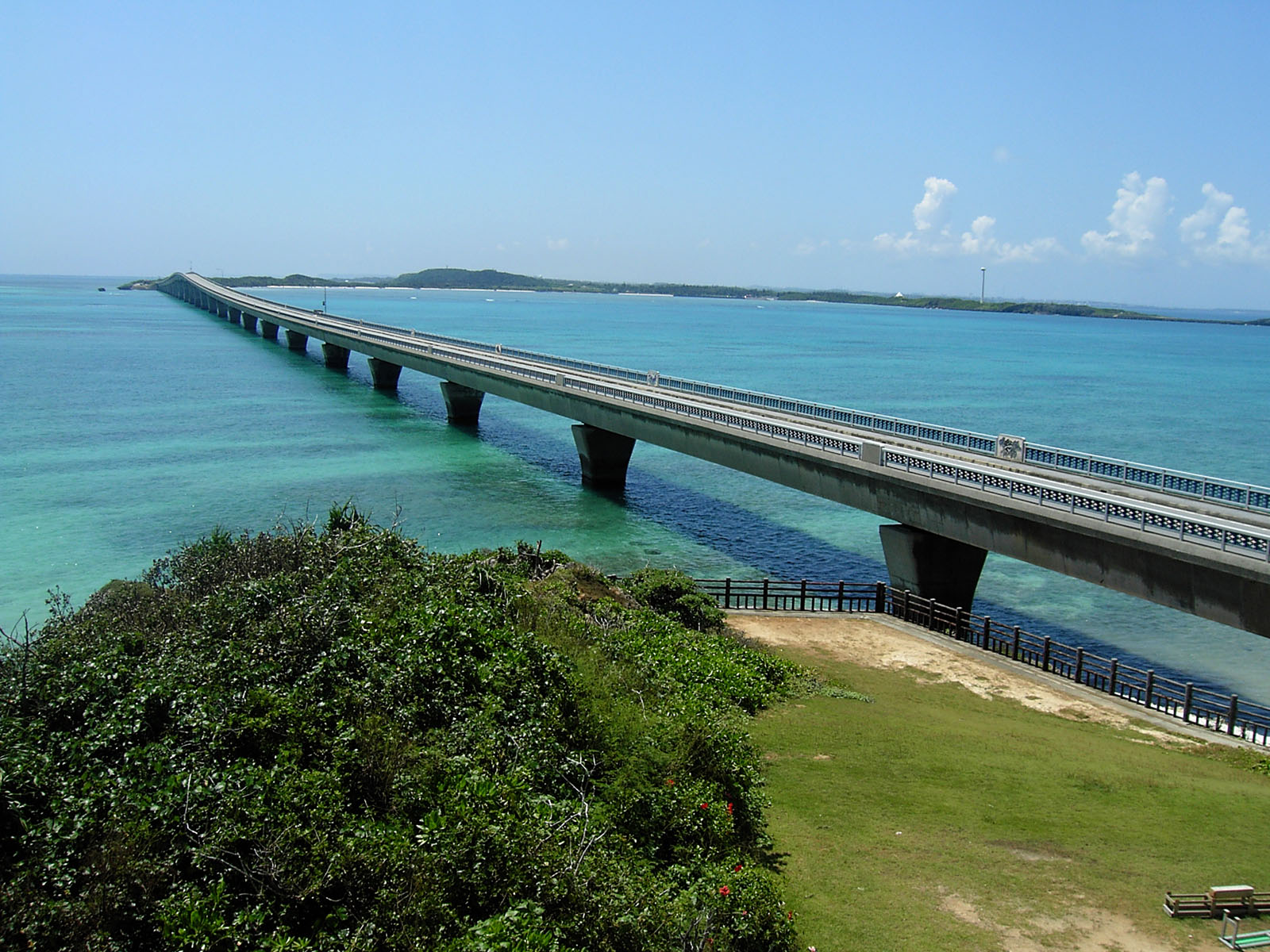
池間大橋（手前が池間島、奥が宮古島）

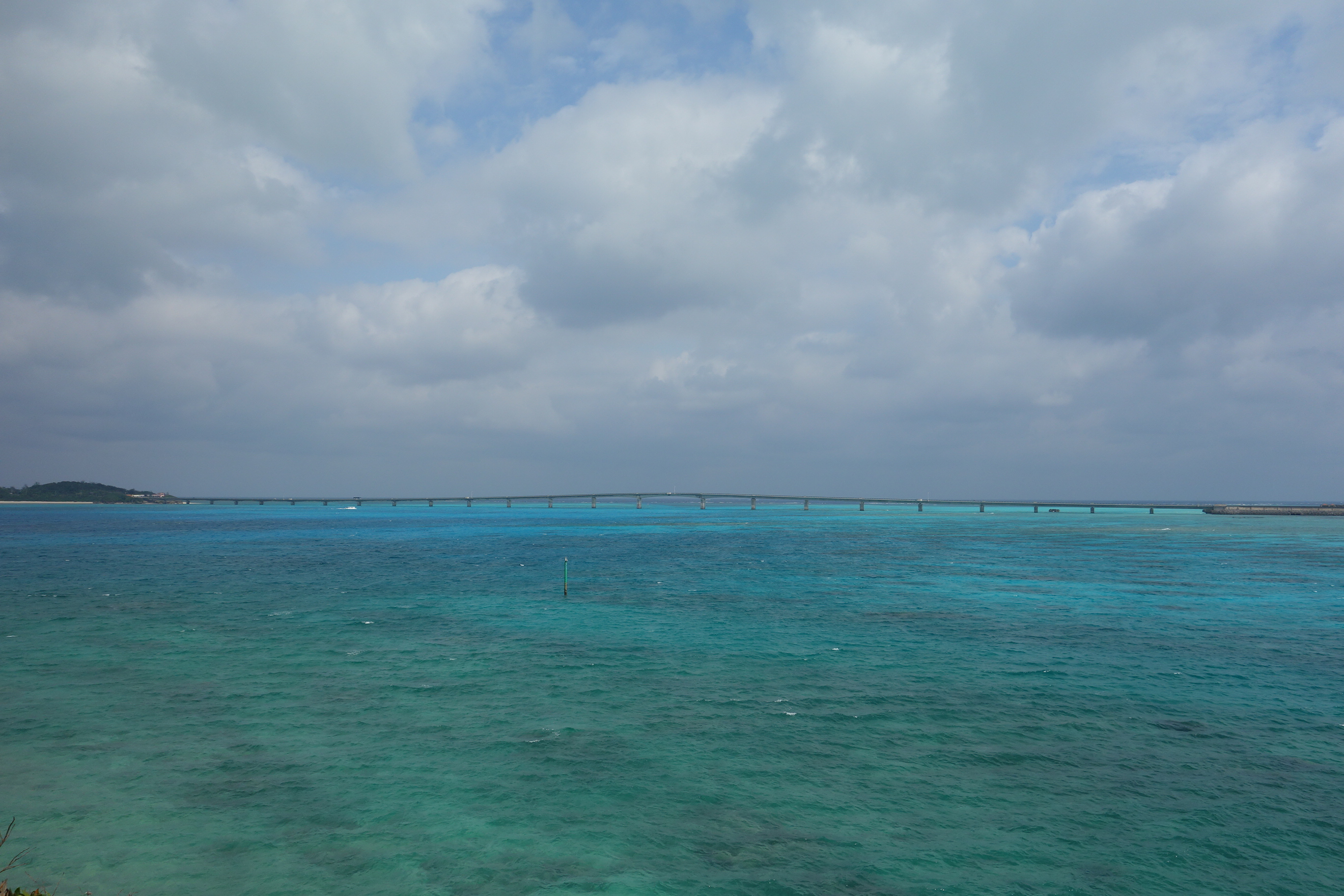
西平安名岬から望む池間大橋

池間大橋（いけまおおはし）は、沖縄県宮古島市北西部に位置し宮古島と池間島とを結ぶ全長1,425mの橋である。1992年2月14日に開通した。1995年3月に来間大橋が開通するまでは、沖縄県内最長の橋であった。

## 概要
宮古島側の宮古島市平良字狩俣と池間島側の宮古島市平良字池間とを結ぶ橋で、沖縄県道230号池間大浦線の一部を成す。構造は、PC連続箱桁橋。全長は1,425mで、船舶の航行のため中央部が盛り上がった形状をしている。
橋自体の構造美、周囲に広がるエメラルドグリーンの海、その先に西平安名岬や大神島を望む優れた景観のために、宮古島を代表する観光地のひとつとなっている。橋のたもとには、宮古島側に展望所、池間島側に売店が設けられている。また、この橋は、全日本トライアスロン宮古島大会のバイクコースの一部となっている。
暴風警報が発表され、かつ、風速が25m/秒以上になると、1時間前に事前連絡の上、通行止めとなる。

## 歴史
1963年に当時平良市長であった真栄城徳松が池間島架橋構想を公表。長年にわたる要請運動を経て、1981年に市町村道事業として国庫補助採択された。同事業の総延長は4,676mで、その区間には池間大橋の宮古島側に続く海中道路（全長249m）や世渡橋（全長99m）が含まれる。総事業費は約99億円。
事業は1981年に取付道路等の整備から開始され、1986年3月に池間大橋に着工。1991年8月に本橋部橋梁上部工が連結し、宮古島と池間島とが橋で結ばれた後、1992年2月14日に池間大橋が開通した。
1990年にはマイロード事業に選定され、橋詰広場の整備や、高欄や親柱等の修景が行われた。また、2011年度からは長寿命化と耐震強化を目的とする補修・補強工事が実施されている。